# ويليام ويزلي بيترز
ويليام ويزلي بيترز (بالإنجليزية: William Wesley Peters) هو مهندس ومهندس معماري أمريكي، ولد في 12 يونيو 1912 في إنديانا في الولايات المتحدة، وتوفي في 17 يوليو 1991.